# Duel de dracs
Duel de dracs (títol original: Sha po lang (殺破狼, Shā Pò Láng) és una pel·lícula de Hong kong dirigida per Wilson Yip, estrenada l'any 2005. Ha estat doblada al català.

## Argument
A Hong Kong, Chan ha de protegir un home que ha de testificar contra Wong Po, un cap de la triada. Però el testimoni és mort amb la seva dona abans del procés. Chan recull la noia de la parella assassinada. Amb els seus homes que li són totalment consagrats i el reforç de l'inspector Ma, un especialista de les arts marcials, prova llavors de detenir Wong Po per tots els mitjans, compresos els gens ortodoxos. Aquesta tasca serà perillosa perquè Wong Po i el seu guardaespatlles, Jack, són també especialistes en arts marcials.

## Repartiment
- Donnie Ien: inspector Ma Kwun
- Simon Yam: detectiu Chan Kwok-chung
- Sammo Hung: Wong Po
- Jing Wu: Jack
- Liu Kai-chi: detectiu Lok Kwun Wah
- Danny Summer: detectiu Kwok Tsz Sum
- Ken Chang: detectiu Lee Wai Lok
- Austin Wai: detectiu Cheung Chun Fei
- Timmy Hung:
- Chan Tat-chi: policia
- Liang Jing-kei: dona de Wong Po
- Vincent Sze: Chan Wai
- Kenji Tanigaki: guardaespatlles de Wong Po
- Lau Ching-lam: Hoi Yee
- Maggie Poon: filla de Sum